# Forum Media Group
Ne pas confondre avec la monnaie FMG.
 (juillet 2012).
 (novembre 2022).

Forum Media Group est un groupe allemand spécialisé dans les médias. Les entreprises de FMG sont consacrées aux 3 secteurs: l´information professionnelle, l´éducation et le divertissement.
Fondé par M. Ronald Herkert, actuellement[Quand ?] un des gérants associés, le groupe emploie 780 collaborateurs, chiffre actualisé en janvier 2012.  Avec plus de vingt années de services garantis et d’expérience qualifié, le groupe possède de nombreuses filiales de production et d’édition à travers le monde, surtout en Europe et en Asie. Jusqu’en janvier 2012, la société est présente sur 15 pays.
Son siège social est situé à Merching à Augsbourg, dans le Sud de l’Allemagne, à côté de Munich. En 2011, son chiffre d’affaires atteignait 55 millions d’euros. 
Depuis 2008, le groupe fait partie des 500 entreprises dont la croissance est la plus en Europe et se classe 53e parmi les 100 grandes maisons d’édition en Allemagne.

## Modèle économique
À destination d'entreprises, FMG fournit des informations professionnelles et les distribue à leurs groupes ciblés. À partir des medias imprimés traditionnels comme des feuilles mobiles, des carnets et des magazines, et les portfolios qui contiennent également des supports numériques comme les logiciels, DVD, Newsletters, Online-solutions et des portails Internet, les maisons des médias organisent également des conférences, des séminaires et des formations spéciales pour les managers des entreprises.
Certains éditeurs du Groupe sont focalisés sur les consommateurs. Ainsi, la maison d’édition DoldeMedienVerlag, à Stuttgart, publie des journaux, des magazines et annuaires sur des thèmes tels que le loisir, et l’automobile et le voyage ; Stöppel Verlag publie des guides de randonnées et de promenades à vélo en Allemagne et dans d’autres pays européens.

## Implantation dans le monde
Europe
- Allemagne
- Autriche
- Hongrie
- Italie
- République tchèque
- Pologne
- Russie
- Royaume-Uni
- Slovénie
- Serbie
- Turquie

Asie

- Chine
- Kazakhstan

Océanie
- Australie

Amérique du Nord